# マニキュア液

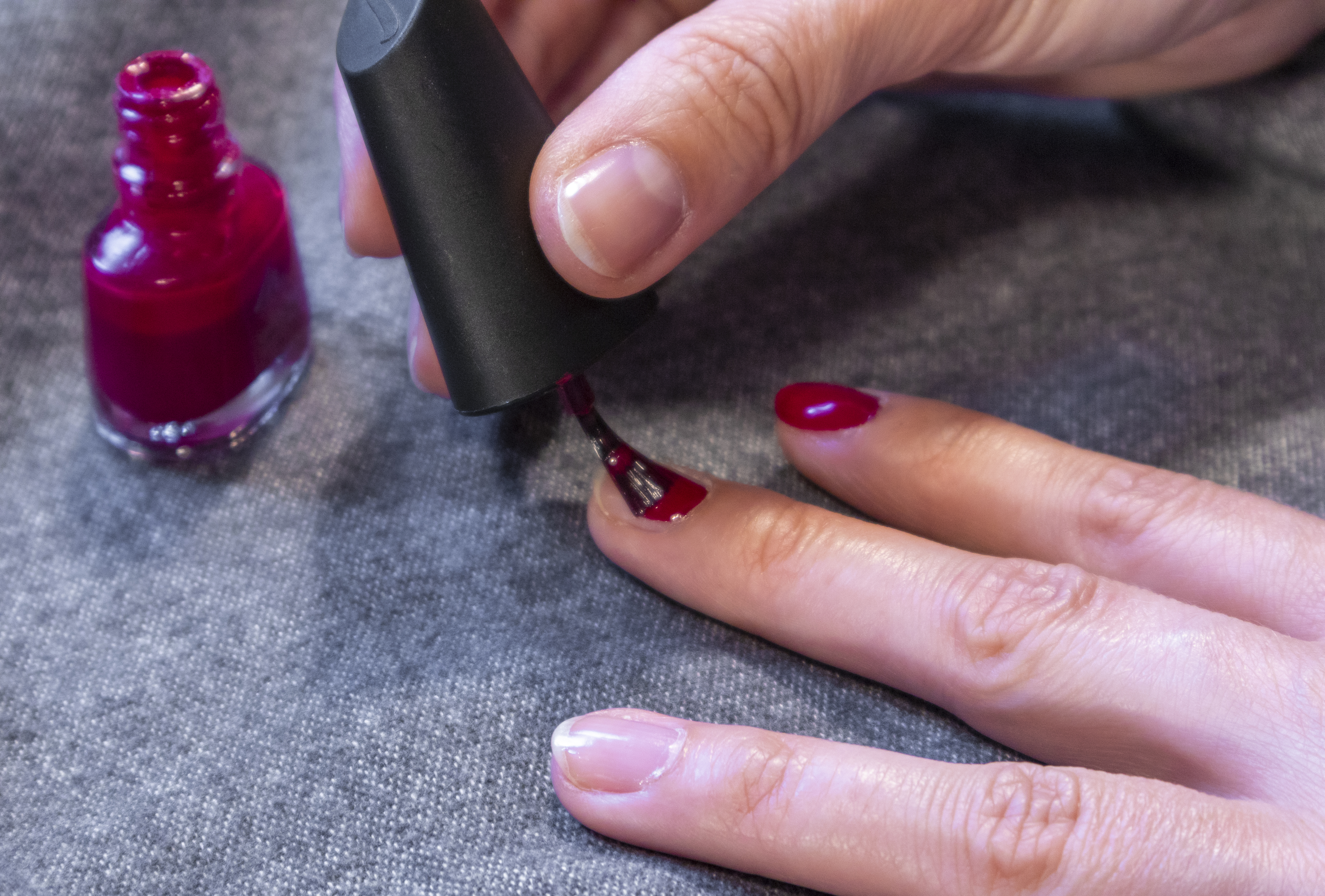
手の爪に塗られるマニキュア液

マニキュア液（マニキュアえき、nail polish, nail varnish, nail enamel）は、手足の爪を装飾したり保護したりするために使われるラッカーである。装飾の効果を上げたり、ひび割れや剥離を抑えたりするために、マニキュア液の調合法は再三にわたり変更されてきた。マニキュア液は、有機ポリマーとそれ以外の成分との混合から成っており、銘柄によって異なっている。

## 歴史
マニキュア液は中国に起源があり、その歴史は紀元前3000年に遡る。紀元前600年頃、周王朝の時代において、王室では爪を金色と銀色に塗ることが好まれていた。やがて、それらの金属的な色に代わり、赤色と黒色が王室のお気に入りとなった。明王朝の時代において、マニキュア液は蜜蝋、卵白、ゼラチン、植物性染料、アラビアガムを混ぜて作られていた。
エジプトでは、下層階級の者たちは爪を淡い色に塗り、上層階級の者たちは赤茶色に塗っていた。
着色されたマニキュア液は1920年代に登場した。初期のマニキュア液は、ラベンダー油、コチニール色素、酸化スズ、ベルガモット油といった基本的な成分で作られていた。着色された粉末とクリームを使って、光沢が出るまで爪を磨くことが、より一般的であった。その頃に販売されていた商品の一つに、Graf's Hygloがある。

## 関連文献
- Panati, Charles (1987). Extraordinary Origins of Everyday Things. Harper & Row